# دانشگاه استانبول
دانشگاه استانبول (به ترکی استانبولی: İstanbul Üniversitesi)، یکی از دانشگاه‌های دولتی ترکیه است که در استانبول واقع شده‌است. پردیس اصلی این دانشگاه در مجاورت میدان بیازیت قرار دارد.

## تاریخچه
دانشگاه استانبول دارای ۱۷ دانشکده، ۴ مدرسه عالی، ۱ مرکز آموزش موسیقی، ۱۴ انستیتو و ۱۴ مرکز تحقیقاتی می‌باشد. در حال حاضر این دانشگاه ۷۴٬۰۰۰ دانشجو و ۴٬۵۶۳ عضو کادر علمی دارد که از این تعداد بیش از ۴۷٬۰۰۰ در مقطع کارشناسی، ۱۷٬۰۰۰ در مقطع کارشناسی ارشد و ۱۰٬۰۰۰ دانشجو در مقطع دکترا و فوق دکترا مشغول به تحصیل هستند. همچنین ۷٬۰۰۰ دانشجو بین المللی دارد که در دوره‌های آموزشی از راه دور دانشگاه استانبول شرکت کرده‌اند. امور آموزشی دانشگاه استانبول توسط ۱۲٬۷۰۰ کارشناس و استاد در ۱۷ دانشکده این دانشگاه انجام می‌گیرد. در حال حاضر بیش از ۶٬۰۰۰ دانشجوی ایرانی در دانشگاه‌های مختلف کشور ترکیه مشغول به تحصیل هستند که از این تعداد حدود ۲٬۰۰۰ دانشجو در دانشگاه دولتی استانبول کشور ترکیه در حال تحصیل هستند. دانشجویان دانشگاه استانبول تا به امروز موفق به اخذ دو جایزه نوبل توسط اورهان پاموک در رشته ادبیات و  عزیز سانچار در رشته شیمی شده‌اند.

### خلاصه
مدرسه دینی، زمانی در قرن ۱۵ در زمان فتح قسطنطنیه توسط عثمانی‌ها تأسیس شد. در سال ۱۸۶۳، مؤسسه آموزش عالی به نام خانه علوم (Darülfünun-i Osmani) ایجاد شد امّا در سال ۱۸۷۱ توقیف شد. در سال ۱۸۷۴، دانشگاه امپریال (Darülfünun-i Sultani) شروع به سخنرانی در قانون فرانسه نمود امّا در سال ۱۸۸۱ بسته شد.
دانشگاه امپریال که در حال حاضر با عنوان دانشگاه شاهانی (Darülfünun-i Shahane) شناخته می‌شود در سال ۱۹۰۰ مجدداً تأسیس شد با بخش‌های هنر، علوم انسانی، علم و لغت‌شناسی. در سال ۱۹۲۴، دانشکده حقوق، پزشکی، هنر و علوم در دانشگاه استانبول تأسیس شد که در حال حاضر به عنوان دانشگاه نامیده می‌شود. الهیات اسلامی در سال ۱۹۲۵ اضافه شد اما در سال ۱۹۳۳ بدون دومی دوباره سازماندهی شد.

### سیر تکامل
اولین مدرنیته اضافه شدن فیزیک کاربردی در ۳۱ دسامبر سال ۱۸۶۳ بود که یک دوره جدید را مشخص کرد. در ۲۰ فوریه سال ۱۸۷۰، دولت عثمانی مدرسه را به نام خانه علوم چندگانه عثمانی (Darülfünûn-u Osmanî) تغییر نام داد و این تجدید سازمان پاسخگویی به نیازهای علوم و فناوری مدرن بود. از سال ۱۸۷۴، شروع برخی از کلاس‌های علوم ادبیات، حقوق و کاربردی در ساختمان دبیرستان گالاتاسرای که به‌طور منظم تا سال ۱۸۸۱ ادامه داشت. در تاریخ یکم سپتامبر ۱۹۰۰، مدرسه به نام کاخ سلطنتی علوم چندگانه (Darülfünûn-u Şahane) تغییر نام داد و تا حدودی در دروس ریاضیات، ادبیات و الهیات بازسازی به عمل آمد. در ۲۰ آوریل سال ۱۹۱۲، مدرسه با عنوان خانه علوم چندگانه استانبول (İstanbul Darülfünûnu) تغییر نام داد در حالی که تعدادی از دوره‌ها و برنامه‌های درسی افزایش یافته بود و مدرنیته با ایجاد دانشکده‌های پزشکی، حقوق، علوم کاربردی (ریاضیات، فیزیک و شیمی)، ادبیات و الهیات همراه بود.
در ۲۱ آوریل ۱۹۲۴، جمهوری ترکیه خانه علوم چندگانه استانبول به عنوان یک مدرسه دولتی به رسمیت شناخته و در ۷ اکتبر سال ۱۹۲۵ درحالی‌که خانه علوم چندگانه استانبول به رسمیت شناخته شده بود با همان سیستم قدیمی به سمت دانشکده‌های مدرن رفت. در یکم اوت سال ۱۹۳۳ خانه علوم چندگانه استانبول با عنوان دانشگاه استانبول و با اصلاحات آموزشی آتاتورک، تجدید سازمان انجام گرفت. کلاس‌های رسمی در تاریخ ۱ نوامبر سال ۱۹۳۳ آغاز شد.

## پردیس ها
این دانشگاه دارای ۱۷ دانشکده در پنج پردیس می‌باشد، پردیس اصلی در میدان بیازیت در استانبول است که در دوران رومی به عنوان انجمن تااوری شناخته می‌شده‌است. کارکنان آموزشی دانشگاه شامل ۲٬۰۰۰ استاد و همکار و ۴٬۰۰۰ دستیار و کارمند جوان می‌باشد. دانشگاه استانبول در هر سال دارای بیش از ۶۰٬۰۰۰ دانشجوی مقطع کارشناسی و ۸٬۰۰۰ دانشجوی مقطع کارشناسی ارشد و دوره‌های ارائه شده توسط دانشگاه است.

## دانشکده‌ها
- دانشکده علوم سیاسی
- دانشکده حقوق
- دانشکده روزنامه‌نگاری
- دانشکده ادبیات و علوم اجتماعی
- دانشکده علوم
- دانشکده پزشکی استانبول
- دانشکده پزشکی کَرَه‌پاشا
- دانشکده اقتصاد
- دانشکده داروسازی

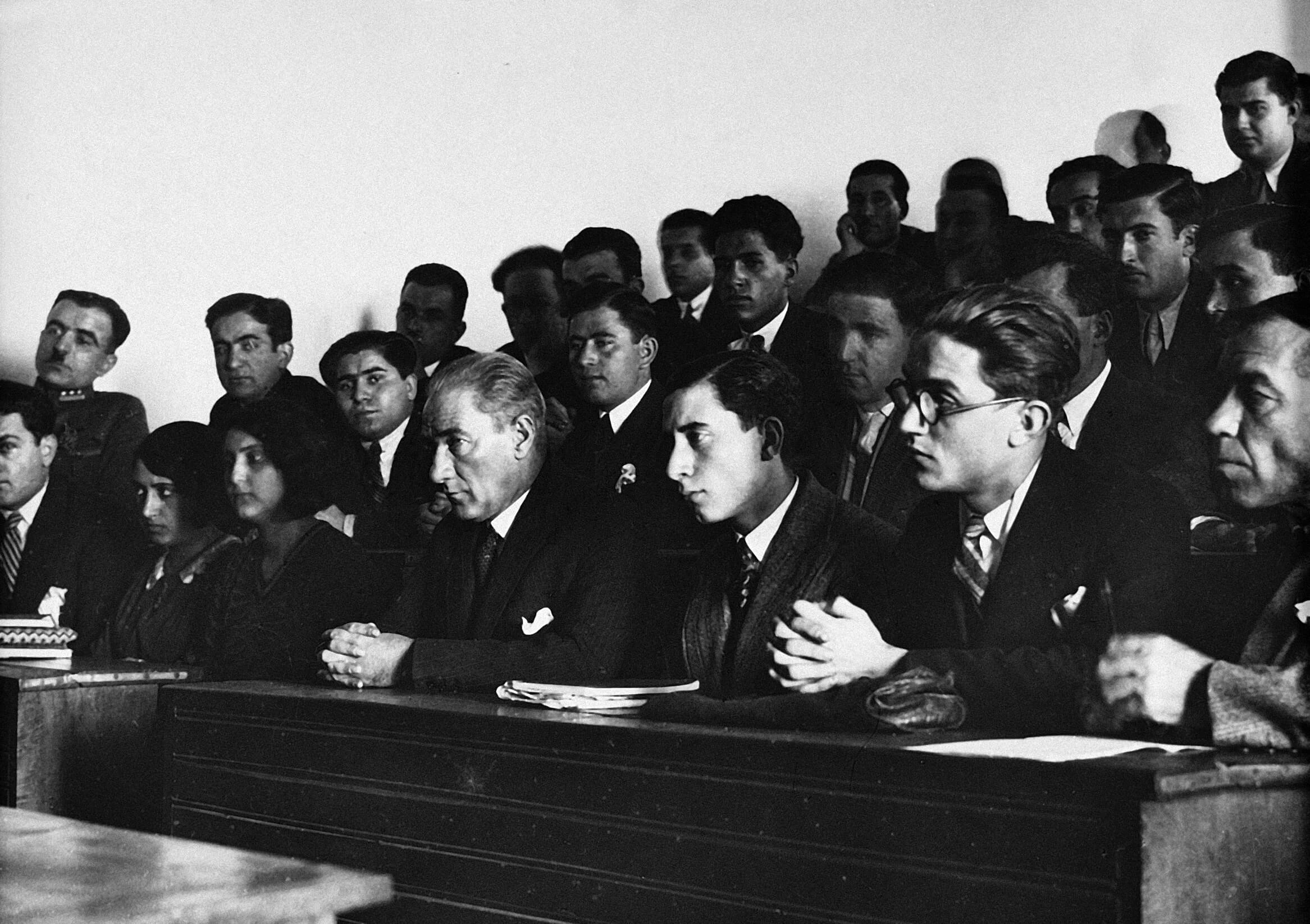
آتاترک در حال دیدار از دانشگاه استانبول در سال ۱۹۳۰ میلادی

- دانشکده آموزش و پرورش حسن علی یوسل
- دانشکده دندانپزشکی
- دانشکده جنگلداری
- دانشکده فنی و مهندسی
- دانشکده علوم دامپزشکی
- دانشکده مدیریت بازرگانی
- دانشکده ارتباطات
- دانشکده شیلات
- دانشکده الهیات و معارف اسلامی
- دانشکده مدیریت کسب و کار

## رتبه‌بندی‌ها
در سال ۲۰۱۰ در رتبه‌بندی دانشگاه‌های جهان، دانشگاه استانبول به عنوان ۴۰۱–۵۰۰ بهترین دانشگاه‌ها در جهان قرار گرفت و این دانشگاه تنها نهاد علمی ترکیه بود که در این رنکینگ حضور داشت.
در سال ۲۰۱۰، در رتبه‌بندی دانشگاه‌ها توسط عملکرد تحصیلی (URAP)، دانشگاه استانبول رتبه ۴۱۵ در جهان و رتبه ۲ را در کشور ترکیه به خود اختصاص داد.
در رتبه‌بندی که توسط مؤسسه کیواس در سال ۲۰۱۹ صورت گرفته‌است، دانشگاه استانبول در بین ۱٬۰۰۰ دانشگاه برتر دنیا قرار دارد و ۱۰مین دانشگاه برتر ترکیه می‌باشد.

## هک سایت
روز ۲۸ بهمن ۱۳۹۶، سایت دانشگاه استانبول توسط یک گروه هکری که خود را کُرد معرفی کردند در اعتراض به حمله نظامی ارتش ترکیه به عفرین (شمال سوریه)، هک شد.